# Verpflegungsamt der Bundeswehr
Das Verpflegungsamt der Bundeswehr (VpflABw) ist eine Ortsbehörde im Geschäftsbereich des Bundesministeriums der Verteidigung (BMVg) mit Sitz in Oldenburg. Es ist dem Bundesamt für Infrastruktur, Umweltschutz und Dienstleistungen unmittelbar, jedoch nur dienstlich, unterstellt. Als EU-zugelassener Lebensmittelunternehmer nach VO EU 178/2002 ist das Verpflegungsamt fachlich und lebensmittelrechtlich allein verantwortlich.
Als zentraler Lebensmittelunternehmer der Bundeswehr und Dienstleister der Bundeswehrverwaltung trägt das Verpflegungsamt der Bundeswehr die operative Gesamtverantwortung für die Beschaffung und Lagerhaltung von Verpflegungsmitteln für die Bundeswehr sowie für den Betrieb aller Truppenküchen.
Daneben werden am Sitz in Oldenburg die Einmannpackungen der Bundeswehr zusammengestellt und gelagert. Zu den Aufgaben des Amtes gehören außerdem die Versorgung der Streitkräfte in den Auslandseinsätzen mit Verpflegungsmitteln.

## Gliederung der Dienststelle
- Leitung
  - Fachgebiet ZP – Zentrale Dienste und Personalsteuerung
  - Fachgebiet M – Marketing
  - Fachgebiet BV – Beschaffung Vertragsangelegenheiten
  - Fachgebiet BF – Betriebsführung
  - Stabselement Controlling/Qualitätsmanagement

## Geschichte
Während des Kalten Krieges hatte die Bundeswehr ab 1957 sogenannte Wehrbereichsverpflegungsämter (WBVÄ), die für die Versorgung der Truppe mit Lebensmitteln und Verpflegungsgütern des Verteidigungsvorrats Verpflegung zuständig waren.
Diese Ämter waren regional gegliedert und der jeweiligen Wehrbereichsverwaltung (WBV) unterstellt.
Es gab insgesamt 6 Wehrbereichsverpflegungsämter, eines pro WBV. Außenstellen der jeweiligen Ämter waren als Lager konzipiert, um im Verteidigungsfall kurze Versorgungsentfernungen zu gewährleisten.
- WBV I – Kiel (Wehrbereich I) in Harrislee mit Außenstellen in Husum, Neumünster, List/Hörnum, Ellundfeld und Handewitt-Ellund
- WBV II – Hannover (Wehrbereich II) in Oldenburg mit Außenstellen in Osnabrück, Emlichheim, Emstek, Esterwegen und Verden (Aller)
- WBV III – Düsseldorf (Wehrbereich III) in Borken mit Außenstellen in Bochum, Selm, Düsseldorf und Mönchengladbach
- WBV IV – Mainz (Wehrbereich IV) in Lahnstein mit Außenstellen in Baumholder und Worms
- WBV V – Stuttgart (Wehrbereich V) in Heilbronn mit Außenstellen in Bühlerzell und Bad Säckingen
- WBV VI – München (Wehrbereich VI) in Neu-Ulm mit Außenstellen in Ansbach, Kempten, München und Regensburg[1]

In dieser Organisation wurden ab etwa 1968 bis etwa 2000 auch die Feldbäckereien zur Herstellung von Brot für die Einsatzverpflegung eingesetzt.
Diese Ämter wurden 1992 zu vier Wehrbereichsverpflegungsämtern zusammengeführt:
- Nord (Oldenburg/Niedersachsen),
- West (Gillenfeld/Rheinland-Pfalz),
- Ost (Berlin, Julius-Leber-Kaserne) und
- Süd (Kempten/Bayern).

Oldenburg wurde 2001 bundesweiter Hauptsitz, die drei letztgenannten Standorte sind seitdem Außenlager.